# Опсада Бихаћа (1992–1995)
Опсада Бихаћа је била трогодишња опсада града Бихаћа на северозападу Босне од стране Војске Републике Српске, Војске Републике Српске Крајине и дисидента босанских Муслимана предвођених Фикретом Абдићем током рата у Босни 1992–95. Опсада је трајала три године, од јуна 1992. до 4. до 5. августа 1995., када ју је окончала операција Олуја након што је Хрватска војска (ХВ) прегазила побуњене Србе у Хрватској и северозападно од опкољеног града.
Истраживачко-документациони центар у Сарајеву утврдио је да су опсадне заједнице – Бихаћ, Босанска Крупа, Цазин и Велика Кладуша – од 1991. до 1995. године имале 4.856 убијених или несталих особа 

## Временска линија

### 1992
Након што је 1991. године на западу проглашена сецесионистичка Српска Република Српска Крајина, становницима Бихаћа је онемогућен прелазак на ту територију. Поред тога, након што су босански Срби прогласили Републику Српску 1992. године на истоку, заједнице Бихаћ, Босанска Крупа, Цазин и Велика Кладуша нашле су се у окружењу са обје стране. Две српске војске су сарађивале како би заузеле бошњачки џеп у средини. Српске снаге су га блокирале и бомбардовале почев од 12. јуна 1992. године. Због тога су становници Бихаћа били приморани да живе у склоништима, без струје и воде, примајући само ограничену помоћ у храни. Повремено би избила глад. Бихаћка жупанија прогласила је ванредно стање и формирала своју отпорну војску, В корпус .
Иако није имао војно образовање, Томислав Дретар, етнички Хрват, организовао је одбрану Хрвата на подручју Бихаћа, постао је председник Хрватске демократске заједнице (ХДЗ) Бихаћа, основао Хрватско вијеће обране (ХВО) Бихаћа и бихаћког подручја 28. јула 1992. године у селу Велика Кладуша и постао први предсједник општине Шмрековац у селу Велика Кладуша . Командант као официр са звањем пуковника. Хрватске јединице бројале су укупно 1.200 људи организованих као мање јединице у оквиру Петог бихаћког корпуса као аутономне хрватске војне компоненте. Под његовом командом хрватске јединице ХВО биле су саставница Армије Републике Босне и Херцеговине.
Артиљеријска граната испаљена са српских положаја на брду погодила је центар града 11. августа 1992. године, поред зграде преуређене у склониште за бошњачке жене и дјецу. У њему је погинуло пет људи, укључујући троје деце, а рањено 24. Осам људи је било потребно ампутације . Директор градске болнице рекао је да су "сви повређени били велике операције". Бихаћани, наоружани мало, осим старим пушкама, нису имали средстава за одмазду. Умјесто тога, као и сваког дана од 12. јуна, када је Војска Републике Српске први пут почела да бомбардује Бихаћ, људи су једноставно давали све од себе да однесу рањене и рашчисте олупину. Секретар је рекао да је „требало сатима да се испере крв“. Срби су скоро сваког дана испалили више граната, што ујутро, што поподне, а што ноћу. Једног дана у августу гранатирање је трајало од 6.40 поподне до много после поноћи.
Регион је имао углавном бошњачко становништво, а од избијања оружаног сукоба примио је око 35.000 расељених лица, од којих је већина дошла из подручја под контролом Срба у околини Бања Луке и Санског Моста у љето 1992. године. Заузврат, већина Срба, око 12.000 прије рата, у исто вријеме је отишла из Бихаћа у Бања Луку.

### 1993
Ознака Сребренице као заштићене зоне проширена је 6. маја 1993. на још пет босанских градова: Сарајево, Тузла, Жепа, Горажде и Бихаћ . Предсједник БиХ Алија Изетбеговић одбацио је концепт. Он је рекао да ће уточишта постати замке смрти, где ће избеглице, мислећи да су безбедне, уместо тога постати лаке мете за снаге босанских Срба.
Бихаћ је имао неколико конвоја са храном током три године, а само повремени ваздушни превоз је стигао до становника града. Остаци бомбардовања лежали су свуда унаоколо. Вреће са песком биле су нагомилане високо уз куће, а бункери су били разбацани по угловима улица. Скоро половина становништва је регрутована у војску да брани ову област. Аутомобили су скоро нестали са улица некадашње релативно просперитетне заједнице. Није било куда и мало горива. Пошта је била затрпана врећама песка. Скоро свака телефонска линија је прекинута од 1991. Распоређивање трупа УН у том подручју није помогло: српске снаге унутар заштићене зоне УН у Хрватској отеле су конвој помоћи који је ишао за Бихаћ у априлу 1993. године. Званичници УН за избеглице су беспомоћно стајали по страни док су Срби бежали са 19 тона хране, углавном готових јела, и делили храну хрватским српским цивилима. Новинар Маркус Танер је цинично прокоментарисао како Срби из „заштићене“ Крајине гранатирају Бихаћ, „ безбедну зону УН “.
Област Бихаћа, у којој је живело 170.000 људи, била је ускраћена за подршку конвоја помоћи УН од маја 1993. До 1993. године, енклава је угостила 61.000 расељених или избјеглица из других дијелова Босне, што је чинило 27 посто цјелокупног становништва. Цијело бихаћко подручје имало је само једну болницу која је до децембра 1994. године исцрпила посљедње своје прехрамбене и медицинске резерве, тако да је исхрана болесника и рањеника, више од 900 пацијената, била ограничена на један оброк дневно. Лечени су само најочајнији случајеви, док су се операције радиле у локалној анестезији. У овој ситуацији, без неопходне хране и лекова, шириле су се заразне болести – туберкулоза, цревне болести, хепатитис, недостатак витамина А. Болница више није била у могућности да помогне становницима тог краја.
Енклава је додатно ослабљена када су се побуњеничке бошњачке снаге предвођене Фикретом Абдићем придружиле Србима у борбама и створиле Аутономну покрајину Западна Босна на северу.

### 1994
Дана 2. јуна 1994. 5. корпус, под командом Атифа Дудаковића , прегазио је и заузео територију Западне Босне и Фикрет Абдић је побегао у Загреб на сигурност. Битка је била велики успјех за АРБиХ, која је успјела разбити Абдићеве снаге и успјети потиснути српске снаге из Бихаћа и привремено укинути западну Босну.
Дана 4. новембра 1994. године, Аутономна Покрајина Западна Босна је поново успостављена након српског контранапада на босанске снаге.
До 27. новембра 1994. године, српске снаге које су напредовале заузеле су око трећине зоне. Борбе су се водиле на мање од 500 метара од бихаћке болнице и приближиле се штабу Петог босанског корпуса. Међутим, Савјет безбједности УН није успио постићи договор о нацрту изјаве којом би се осудило гранатирање и улазак Срба у Бихаћ и позвало на њихово повлачење. Француска и Британија су одбиле амерички план да растерете град. Снаге босанских Срба прво су одредиле рок од 19.00 ГМТ 26. новембра за предају бранилаца града. Касније су то допунили новом понудом да се босанско-муслиманске трупе предају снагама Фикрета Абдића . Али градоначелник Бихаћа Хамдија Кабиљагић одбио је предају, рекавши да би то био сигнал за масовно покоље Срба. Бихаћци су потом кренули у блокаду улица дрвећем и запаљеним аутомобилима.
Мајкл Вилијамс, портпарол мировних снага Уједињених нација, рекао је да је село Ведро Поље западно од Бихаћа пало у руке јединице хрватских Срба крајем новембра 1994. године. Вилијамс је додао да је тешка тенковска и артиљеријска ватра на град Велику Кладушу на сјеверу бихаћке енклаве долазила од хрватских Срба. Штавише, западни војни аналитичари наводе да се међу импресивним низом ракетних система земља-ваздух босанских Срба који су окруживали бихаћки џеп на хрватској територији налазио и модернизовани систем САМ-2 чији степен софистицираности сугерише да је тамо вероватно недавно донет из Београда.
С обзиром на то да Операција Дени Флигхт није дозвољавала употребу борбених авиона у Босни, Војска Републике Српске је искористила забрану тако што је извршила ваздушне нападе Војсци Српске Крајине: извршили су ваздушне ударе авионима базираним на војном аеродрому бивше Југословенске народне армије (ЈНА) у Удбини, јужно од Бихаћа, који се налазио на територији Републике Српске под контролом Републике Српске . Српски авиони су бацали напалм и касетне бомбе . Иако је већина убојних средстава потицала из старих, непоузданих залиха и није експлодирала, напади су били јасно кршење зоне забрањеног лета. НАТО је одмах тражио начине да одговори, али његовим снагама није било дозвољено да изводе операције у хрватском ваздушном простору, а због близине Бихаћа граници, српски авиони су могли да нападну Босну, а затим да пређу назад у Хрватску пре него што буду пресретнути. Као такав, НАТО је био немоћан да заустави упаде. Као признање за ту ситуацију, СБ УН је донео Резолуцију 958, којом је дозвољено да авиони НАТО-а раде у Хрватској. Под хладним руководством директора логистичких операција УНХЦР-а, Питера Волша, агенција за избеглице је успела да пробије блокаду у децембру 1994. и да у џеп стави 100 тона вредне помоћи у храни. Ово је био тежак задатак отежан упорном ватром из малокалибарског оружја и артиљерије, као и непотребним кршењем слободе кретања. Помоћ је достављена у Цазин за дистрибуцију широм регије.
У Резолуцији 959 Савјета безбједности Уједињених нација „изражена је забринутост због ескалације недавних борби у Бихаћком џепу и протока избјеглица и расељених лица који је из тога произашао“ и осудило се „кршење међународне границе између Републике Хрватске и Републике Босне и Херцеговине и захтијева да све стране, а посебно сви заинтересовани, поштују границу Србије и крајине. уздржи се од непријатељских радњи преко њега“.

### 1995
Енклава се поново нашла под тешком тенковском и минобацачком ватром 23. јула 1995. године, у ономе што су званичници УН-а описали као "најозбиљније борбе у Босни у последњих неколико месеци". Хиљаде побуњеника, уз подршку 100 тенкова, напало је тамошње бошњачке снаге. Генерална скупштина Уједињених нација се такође позабавила овим питањем:

## УНПРОФОР у Бихаћу
Дана 14. септембра 1992. године, УНПРОФОР је добио мандат од Савета безбедности Уједињених нација да штити конвоје хуманитарне помоћи на захтев Високог комесаријата Уједињених нација за избеглице (УНХЦР) и да обезбеди копнени транспорт за тешке руте (УНПРОФОР фаза 2, резолуција 743). Француска је тада формирала „пратни батаљон“, који је послат у октобру и новембру 1992. са 1350 војника и 115 лаких оклопних возила.
Главна база је била у Ћоралићима (1 пјешадијска, 1 коњичка са 18 ЕРЦ-90 Сагаие, 1 инжињерија, штаб батаљона), логистичка база у Великој Кладуши (1 пјешадијска, 1 логистичка и помоћна) и истурена оперативна база у Бихаћу (1 пјешадијска која).
- 1. мандат: октобар 1992. – мај 1993. – 126. пешадијски пук, 1. пешадијски пук маринаца – командант: пуковник Бресе [21]
- 2. мандат: мај 1993. – октобар 1993. – 1. падобрански хусарски пук
- 3. мандат: октобар 1993 – мај 1994 – формиран од 99е РИ, 1. спахијски пук ; 3 жртве (фатално).[22]
- 4. мандат: мај 1994. – октобар 1994. – формиран из 2. оклопне дивизије (5е РИ, 2 инф цои, 1 цои & Суппорт цои + РМТ елементи, 4. РД, 1 оклопни цои, инжињерски цои, 24е РИ, 1 пешадијски цои). ЦО: пуковник Фредерик Декен; Без жртава.

Французи су отишли у октобру и новембру 1994, а заменио их је батаљон из Бангладеша .

## Крај опсаде
Након пада енклава Сребреница и Жепа у источној Босни у јулу 1995., Хрватска је почела да гомила војнике у близини српских положаја изван енклаве док су српске снаге тенковима и артиљеријом бомбардовале линије босанске владе. Циљ је био спријечити пад бихаћке енклаве. Исто тако, хрватско и босанско руководство потписали су споразум о међусобној одбрани — Сплитски споразум .
Опсада је завршена операцијом Олуја 4-5. августа 1995 . у којој су биле удружене босанске снаге под генералом Атифом Дудаковићем . Дудаковић је рекао: "Операција Олуја нам је била потребна колико и Хрватској". Након завршетка опсаде, на подручје из Босне и Хрватске почеле су да пристижу залихе хране и медицинска помоћ, чиме је нормализован живот људи који су тамо живели.
Република Западна Босна је потпуно збрисана током заједничке акције хрватско-босанске владе 7. августа 1995. Месец дана касније, босанске и хрватске снаге су додатно напредовале у региону, у Операцији Сана и Операцији Мистрал 2 .

## Судски поступци

### Међународни суд
МКСЈ је оптужио Слободана Милошевића за учешће у удруженом злочиначком подухвату, на основу тога што је "планирао, подстицао, наредио, починио или на други начин помагао и подржавао планирање, припрему или извођење прогона несрба, пре свега босанских Муслимана и босанских Хрвата" и "помагао и подржавао планирање, припрему или извршење воље убиства несрба, углавном босанских Муслимана и босанских Хрвата“, међу њима и на територији Бихаћа.
Генерал Ратко Младић је такође оптужен због тога што је „планирао, подстицао, наредио, починио или на други начин помагао и подржавао планирање, припрему или извођење прогона босанских Муслимана, босанских Хрвата или другог несрпског становништва“, међу којима и у Бихаћ- Рипач .

### Домаћа суђења
Влада БиХ теретила је Фикрета Абдића за смрт 121 цивила, три ратна заробљеника и рањавање 400 цивила на подручју Бихаћа. Хрватске власти су га ухапсиле и извеле му суђење. Он је 2002. године осуђен на 20 година затвора за ратни злочин почињен на подручју „Бихаћког џепа“. Врховни суд Хрватске му је 2005. смањио казну на 15 година. Након што је одслужио десет година од петнаестогодишње казне, Абдић је 9. марта 2012. пуштен на слободу, а по изласку из затвора дочекало га је 3.000 његових присталица.
Кантонални суд у Бихаћу осудио је 2012. године пет бивших војника ВРС на укупно 56,5 година затвора због убиства 25 бошњачких цивила у селима Дуљци и Орашац у септембру 1992. Уставни суд Босне и Херцеговине је 2013. године донио одлуку којом су права бивших војника НОЗБ-а изједначена са правима припадника АРБиХ и ХВО-а.

## Књиге
- Gow, James (2003). The Serbian Project and Its Adversaries: A Strategy of War Crimes. McGill-Queen's Press. ISBN 9780773523852. Приступљено 16. 2. 2013.
- Ramet, Sabrina P. (2006). The Three Yugoslavias: State-Building And Legitimation, 1918–2005. Indiana University Press. ISBN 0253346568. Приступљено 18. 2. 2013.